# Juan Serpentini
Juan Serpentini (Recanati, Italia; 1864 - Buenos Aires, Argentina; 1937) fue un músico italo-argentino.
Serpentini nació en Italia y vivió en la ciudad de La Plata, donde fue director de enseñanza de música en escuelas y actuó como organista en la Iglesia de San Ponciano.
Hizo arreglos a la música del Himno Nacional, fue autor de dos Preludios y “La Platense”, para orquesta; de “Caridad”, cantata a tres voces iguales, solos, coro y orquesta y musicalizó el Himno Oficial del Club de Gimnasia y Esgrima La Plata escrito por Délfor Méndez. 